# ينتهي الأمر معنا (فلم)
ينتهي الأمر معنا (الإنجليزية: It Ends With Us) هو فيلم رومانسي، وفيلم مقتبس من رواية ‏ صَدَرَ في 2024. الفيلم تولّت سوني بيكتشرز ريليزينج ‏، وإنتركوم ‏ توزيعه، وهو من إخراج جوستين بالدوني، أما السيناريو فكان من كتابة كولين هوفر، و. الفيلم مقتبسٌ من إنها تنتهي بنا (رواية) من تأليف كولين هوفر.

## طاقم التمثيل
- بليك ليفلي
- حسن منهاج
- جيني سلايت
- براندون سكلينار

## وصلات خارجية
- مقالات تستعمل روابط فنية بلا صلة مع ويكي بيانات